# Úrsula Corberó

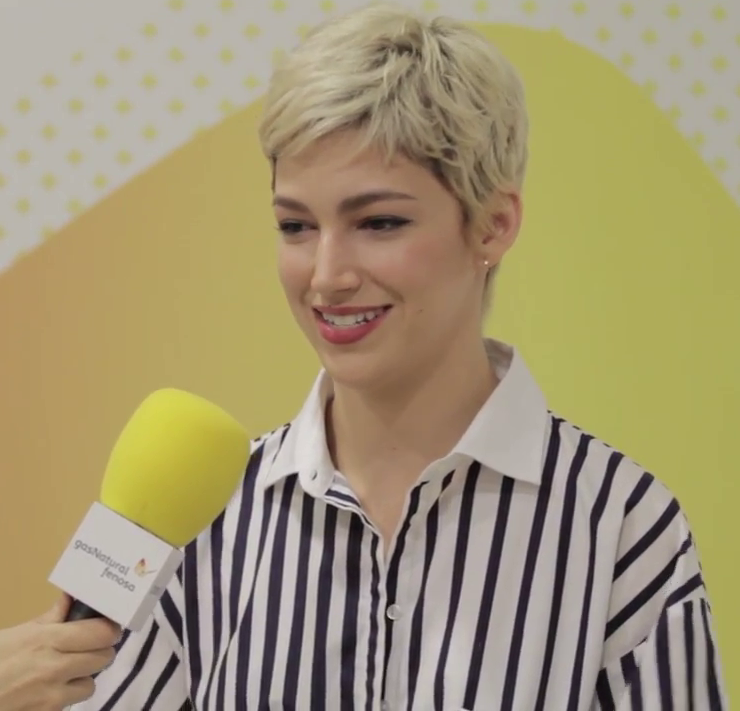
Úrsula Corberó (2017)

Úrsula Corberó Delgado (ur. 11 sierpnia 1989 w Barcelonie) – hiszpańska aktorka filmowa i telewizyjna. Występowała jako Tokyo – jedna z głównych bohaterek i narratorka serialu Dom z papieru.

## Życiorys
Urodziła się 11 sierpnia 1989 w Barcelonie. W wieku 13 lat zaczęła uczęszczać na zajęcia z gry aktorskiej, a także lekcje techniki wokalnej i śpiewu prywatnego.  Wraz z zespołem Cinco de Enero wykonała piosenkę „The Price of Truth”, która została wykorzystana w serialu Física o Química, dzięki czemu przyniosła jej pewną popularność.
Występowała w takich filmach jak horror Paranormal Xperience 3D (2011), komedia Perdiendo el norte (2015), Cómo Sobrevivir a una Despedida (2015) Zabłąkani (2015), Proyecto Tiempo. Parte I: La Llave (2017) i Drzewo krwi (2018). Pojawiła się w rolach gościnnych w serialach Internat, Dama w czarnym welonie (2015) oraz w jednej z głównych ról w La embajada (2016). Użyczyła głosu w hiszpańskiej wersji dubbingu produkcji Klopsiki kontratakują.
W latach 2008–2011 wcielała się w rolę Ruth w serialu Física o Química (71 odcinków). Od 2017 występowała w roli Tokyo, będącej równocześnie narratorką serii typu heist film – Dom z papieru (hiszp. La casa de papel). Produkcja została stworzona przez hiszpańską Antenę 3, doceniona w wielu krajach i nagradzana. Za międzynarodowy sukces serialu odpowiada Netflix, który przemontował pierwsze dwa sezony serialu i wyprodukował trzeci oraz czwarty.
W 2018 dołączyła także do obsady międzynarodowego serialu Przekręt.

## Filmografia

### Filmy
| Rok  | Tytuł                                       | Rola                 |
| ---- | ------------------------------------------- | -------------------- |
| 2007 | Crónica de una voluntad                     | Cova                 |
| 2011 | Slides                                      | Úrsula               |
| 2011 | Elsinor Park                                | Lissa                |
| 2011 | XP3D                                        | Belén                |
| 2013 | Po imprezie                                 | María / Laura        |
| 2013 | Crimen con vista al mar                     | Sonia                |
| 2013 | Kto zabil Bambiego?                         | Paula Larrea         |
| 2013 | Klopsiki kontratakują                       | Sam (głos)           |
| 2015 | Zabłąkani                                   | Nadia                |
| 2015 | Cómo sobrevivir a una despedida             | Marta                |
| 2015 | Fashion Drama. El de las falsas apariencias | Úrsula Corberó       |
| 2016 | La corona partida                           | Margarita de Austria |
| 2016 | Sekretne życie zwierzaków domowych          | Katie (głos)         |
| 2016 | Etiqueta negra                              | Alex                 |
| 2017 | Fashion Drama. El de la muñeca vudú         | Angie                |
| 2017 | Emotki. Film                                | Uśmiech (głos)       |
| 2017 | Proyecto Tiempo. Parte I: La Llave          | Alma                 |
| 2018 | Drzewo krwi                                 | Rebeca               |
| 2021 | Snake Eyes: G.I. Joe’s Origin               | The Baroness         |

### Telewizja
| Rok             | Tytuł                           | Rola                           |
| --------------- | ------------------------------- | ------------------------------ |
| 2002            | Mirall trencat                  | Maria                          |
| 2005−2006       | Ventdelplà                      | Sara                           |
| 2007            | Odliczanie                      | Alumna                         |
| 2007            | Internat                        | Manuela Portillo               |
| 2008–2011; 2021 | Fisica o Quimica                | Ruth Gómez Quintana            |
| 2012            | Volare                          | Lila / Malva                   |
| 2011–2019       | 14 de abril. La República       | Beatriz de la Torre            |
| 2013            | Mario Conde, los días de gloria | Paloma Aliende                 |
| 2013            | Gran Reserva                    | Julia Cortázar / Laura Márquez |
| 2014            | Isabel                          | Margarita de Austria           |
| 2014            | Con el culo al aire             | Sofía                          |
| 2015            | Anclados                        | Natalia Guillén                |
| 2015            | Dama w czarnym welonie          | Anita                          |
| 2016            | La embajada                     | Ester Salinas Cernuda          |
| 2017            | ¿Qué fue de Jorge Sanz?         | Ona sama                       |
| 2017–2021       | Dom z papieru                   | Silene Oliveira «Tokio»        |
| 2018            | Przekręt                        | Inés Santiago                  |
| 2019            | Paquita Salas                   | Ona sama                       |